# Huitzilopochtli
Huitzilopochtli (nom nahuatl qui signifie « colibri de gauche », c'est-à-dire, symboliquement, « guerrier ressuscité ») est une divinité d'origine spécifiquement aztèque, à la différence des autres divinités du panthéon mexica qui ont été importées d'autres mythologies. Ce dieu tribal de la Guerre et du Soleil, protecteur de la tribu aztèque, est en effet le seul à ne pas être représenté dans les civilisations mésoaméricaines antérieures ou contemporaines des Mexicas. Il constitue, avec Tlaloc, la divinité la plus importante de l'empire et possède dans la capitale Tenochtitlan un temple gigantesque, le Templo Mayor (qu'il partage là encore à égalité avec Tlaloc).
Sa représentation est assez aisément reconnaissable. Il possède sur le corps des bandes jaunes et bleues, des plumes de colibri sur la jambe gauche et un propulseur en forme de serpent nommé atlatl.
Son nom indique qu'il est associé à tous les rites de la guerre et de la mort. En effet, les colibris symbolisent les âmes des guerriers morts au combat et qui accompagnent le Soleil dans sa course quotidienne. Ces oiseaux incarnent l'âme les guerriers morts au combat ou sacrifiés.

## Étymologie
Le nom nahuatl Huitztzilōpōchtli vient de Huitztzilin, « oiseau-mouche », et de ōpōchtli, « partie gauche du corps, la gauche », et est souvent interprété comme signifiant métaphoriquement « guerrier ressuscité », parce que les Aztèques croyaient que le guerrier se transformait à sa mort en colibri et que la gauche était la direction du sud, séjour des morts. Une autre interprétation du nom nahuatl, plus en accord avec la grammaire de la langue et des descriptions d'époque, est « Il a le pied gauche comme un colibri » ce qui est une métaphore pour indiquer la rapidité (voire la rapidité dans l’agression). L'origine de ce culte, peut-être d'abord toltèque (car « son mythe empruntait ses traits aux conceptions toltèques »), entremêle mythe et histoire, comme pour le dieu Quetzalcóatl : il est possible que Huitzilopochtli ait été un héros déifié plus tard, peut-être un chef de tribu reconnu comme magicien. Certaines légendes tardives indiquent la ville de Coatepec comme son lieu de naissance.

## Mythologie

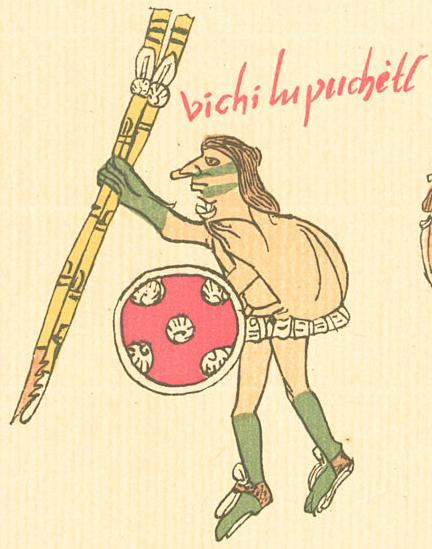
Huitzilopochtli sous forme humaine (codex Telleriano-Remensis).

### Naissance
Sa naissance faisait l'objet d'un mythe miraculeux : Coatlicue, déesse de la Terre, serait tombée enceinte peu après avoir mis dans son corsage une boule de plumes qu'elle avait trouvée sur son chemin. Ses enfants, Coyolxauhqui (les ténèbres nocturnes) et les « Centzon Huitznahua » (les étoiles du sud), lui ayant reproché cette grossesse tardive et méditant de la tuer, Huitzilopochtli aurait exterminé ses frères et sœurs dès sa naissance à l'aide du xiuhcoatl avec lequel il était venu au monde (ce massacre symbolisant l'arrivée du soleil qui fait disparaître les étoiles du ciel nocturne).

### Famille
Une autre sœur, Malinalxochitl, sorcière maléfique terreur des Aztèques, est abandonnée au cours de sa migration depuis Aztlán et fonde Malinalco. Elle y engendre un fils, Copil.

### Fondation de Tenochtitlan
Pendant la migration des Aztèques vers le sud, XIe siècle/XIVe siècle, quatre prêtres portant la statue de Huitzilopochtli précédaient le peuple, car selon la mythologie aztèque, leur dieu s'était adressé à eux en ces termes : « Je vous conduirai là où vous devez aller. Je vous apparaîtrai comme un aigle blanc ; et où que vous alliez vous chanterez. Vous n'irez que là où vous me verrez, et lorsque vous serez arrivés dans un endroit où il me semblera bon que vous demeuriez, je descendrai du ciel et vous me verrez à terre. Vous édifierez mon temple, mon lit d'herbes en cet endroit où je serai venu pour me reposer, prêt à repartir et à m'envoler. » Ce mythe correspond à l'origine de la création de la capitale des Aztèques, Tenochtitlan.

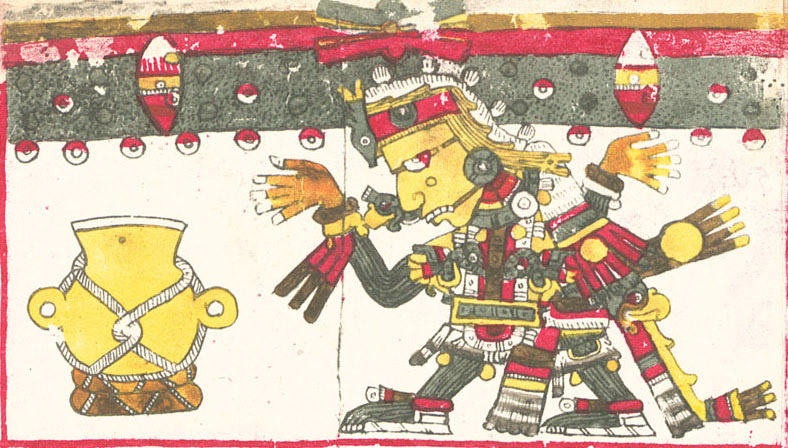
Huitzilopochtli dans le Codex Borgia.

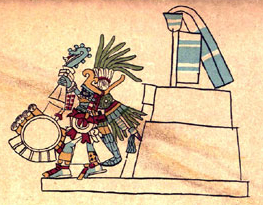
Le dieu-soleil Huitzilopochtli représenté dans le Codex Borbonicus.

## Culte

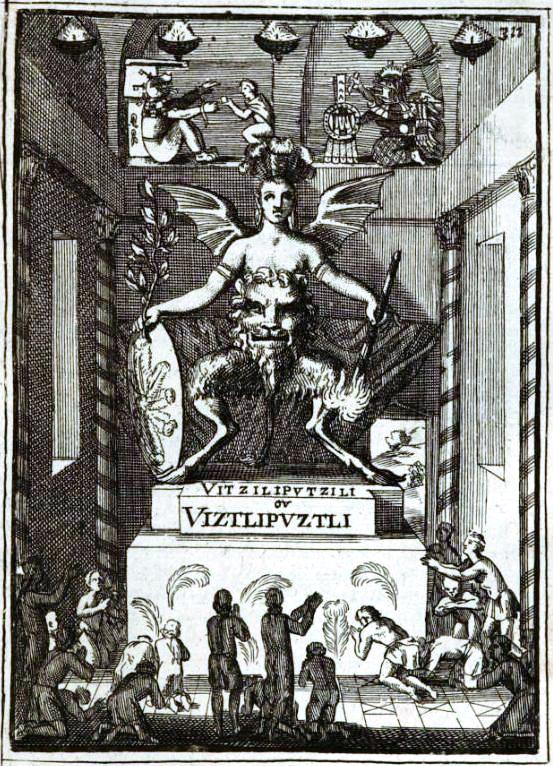
Le culte de Huitzilopochtli tel qu'imaginé par les Européens du XVII (Manesson Mallet, 1683).

Avec la réforme de Tlacaelel au XVe siècle, le culte de Huitzilopochtli devient primordial et la nécessité de nourrir le dieu, afin qu'il conserve son énergie (soleil) ou qu'il favorise les victoires (guerre), entraîne le développement des sacrifices humains sur une échelle jusqu'alors inégalée en Mésoamérique.
Selon l'Histoire générale des choses de la Nouvelle-Espagne de Bernardino de Sahagún, la statue de Huitzilopochtli s'appelait « Ilhuicatl Xoxouhqui ». Selon Carmen Aguilera, cependant, c'était le nom donné au temple de Huitzilopochtli au sommet du Templo Mayor ; Paso y Troncoso serait selon elle à l'origine d'une mauvaise interprétation de ce nom comme étant un des surnoms de Huitzilopochtli lui-même.

## Utilisations dans la fiction
Dans le jeu de rôles Torg, Huitzilopotchli est en fait un Obscurificateur, objet pensant maléfique qui, demandant plus de sacrifices humains, a déjà corrompu les civilisations olmèque, maya et toltèque.
Dans Les Secrets de l'immortel Nicolas Flamel, Huitzilopochtli est un des noms de l'Aîné Mars.
Dans la nouvelle de Lovecraft, La transition de Juan Romero, le narrateur lui fait référence.
Dans la série de livres Everworld, Huitzilopotchli est un dieu malfaisant se nourrissant des sacrifices de ses fidèles. (Il se nourrissait du cœur des étrangers).
D.H. Lawrence, dans Le Serpent à Plumes, décrit un personnage, Cipriano, général mexicain, qui se prend pour une incarnation de Huitzilopotchli.
Le personnage de Necalli dans Street Fighter V est inspiré de Huitzilopotchli.